# حمام الكهف
حمام الكهف «هنغاريا| Barlangfürdő}» هو نبع ماء حرارية في كهف طبيعي في  Miskolctapolca (مقاطعة في هنغاريا).

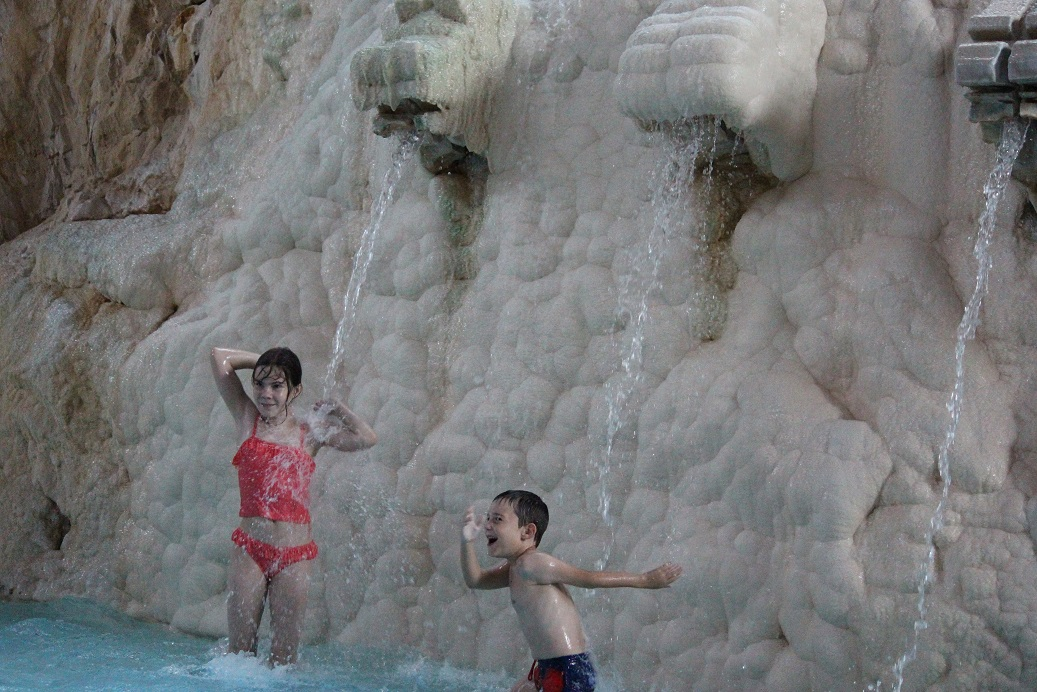
Inside the cave bath

تتمتع المياه الحرارية (التي تتراوح درجة حرارتها بحدود الـ 30 درجة مئوية) بسمعة حسنة فيما يتعلق بتخفيف آلام المفاصل.
حيث وبسبب احتوائها على أملاح أقل من بقية أنواع المياه الحرارية (حوالي الـ 1000 ملغ/لتر)، يستطيع الناس الاستحمام بها لوقت أطول بكثير. بلغة أخرى، يستطيعون البقاء فيها لوقت غير محدود.
يُسمح بزيارة حمّام الكهف في كل أيام السنة ماعدا شهر كانون الثاني (يناير).

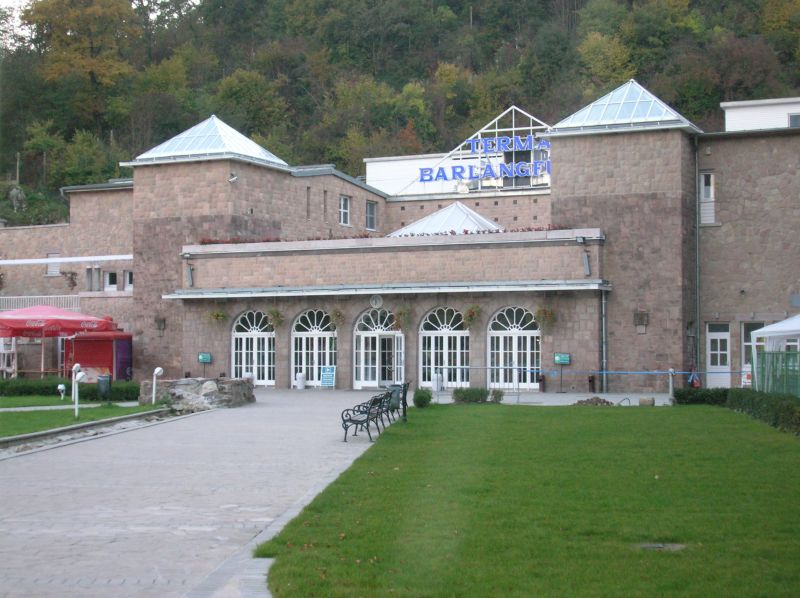
Entrance to the cave bath

## الاكتشاف والتأسيس
يتميز الكهف ونبع المياه الحرارية بشهرة واسعة منذ أقدم العصور، ولكن أصبحت تابولكا مزاراً سياحياً مهماً تحديداً بعد الاحتلال العثماني لهنغاريا (القرن 16و القرن 17).
حيث خلال هذه الفترة كانت المنطقة تابعة لأبرشية غورومبولي اليونانية الأورذودوكسية؛ إذ يعد تطوير المنطقة لجعلها حمّاماً كان من فكرة رئيس الدير حينها في عام 1711.
حيث قام بجلب الأطباء من مدينة كوشيتسه التي كانت تعرف حينها بـ كاسا، وذلك من أجل أن يقومو بمعاينة الجوانب المفيدة لمياه النبع.
تم إنشاء 3 مسابح وفندق غي عام 1723. حيث لم يكن يستعمل الكهف حينها بل اقتصر الأمر على الفندق والمسابح.
كانت المياه حينها أبرد من اليوم والسبب في ذلك يعود إلى استخدام ينابيع المياه الباردة (والتي تزود مدينة كوشيتسه بمياه الشرب اليوم).
في منتصف القرن 18، وبعد فترة قصيرة من الشهرة، أُهمل النبع ومع حلول القرن 19 الأبنية أصبحت مهجورة.
في عام 1837، رئيس دير غورومبولي الجديد أمر باستعادة وتوسيع الأبنية المهجورة.
بالإضافة إلى ذلك قام ببناء أول مسبح داخلي (لكنه كان مايزال خارج الكهف). تم بناؤه حصرًا للزوار الأثرياء.

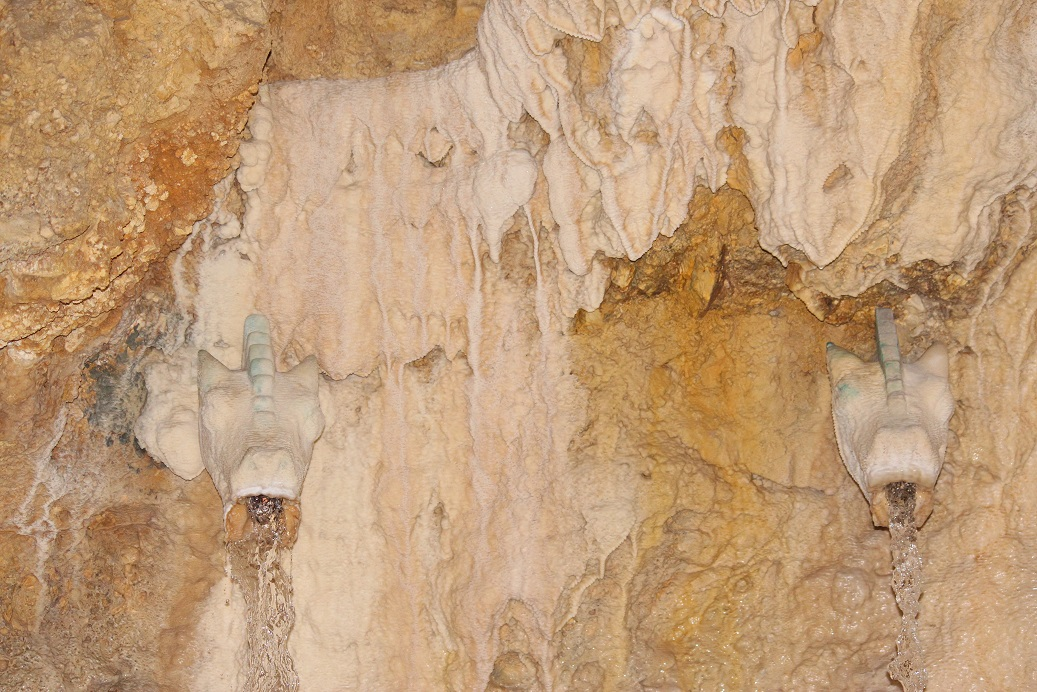
Inside the cave bath

## العصر الحديث
- في بدايات القرن العشرين، قامت مدينة ميسكولك بشراء المنطقة من الكنيسة الأرذودوكسية اليونانية، ليس فقط لوجود الكهف فيها بل أيضاً لوجود مصدر الماء العذب الذي يغذي المدينة.

في السنوات اللاحقة، تم بناء عدد من المسابح العامة، وفي عام 1939 تم اعتبار تابلوكا كمدينة للإصطياف.
في عام 1939 تم البدء ببناء عدد من حمامات السباحة الإضافية. حيث تم الكشف عن عدد من الاكتشافات الأثرية أثناء القيام بعمليات البناء. بالإضافة إلى اكتشاف ينبوع مياه حرارية لم يكن معروفًا من قبل.
حيث بلغة درجة حرارة المياه فيه 31.5 درجة مئوية
- تم افتتاح حمامات السباحة عام 1941، لكن الكهف لم يُفتتح حتى عام 1959 .

منذ ذلك الوقت تم القيام بعمليات متعددة لتطوير وتوسيع حمامات السباحة.المسبح الخارجي والذي يعد أيقونة المكانة حصل على قبة تشبه صدفة البحر
تم بناء مسابح جديدة بالإضافة إلى فتح حمامات سباحة أدفأ (34 و 46 درجة مئوية).
أخر عملية توسيع للمكان بدأت عام 1998.

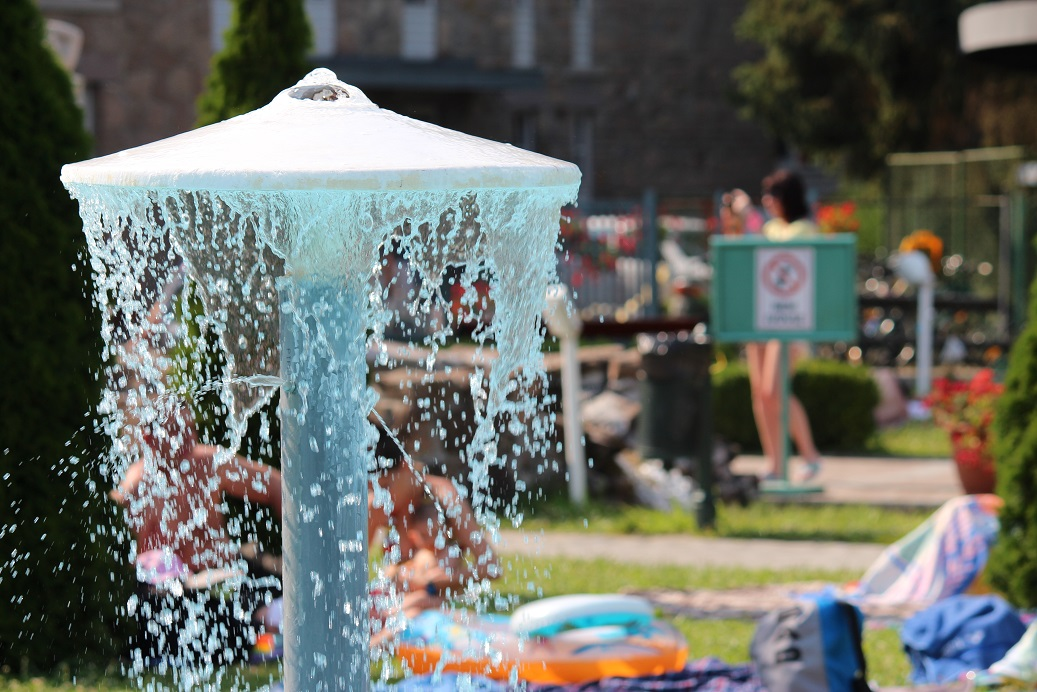
Children's pool
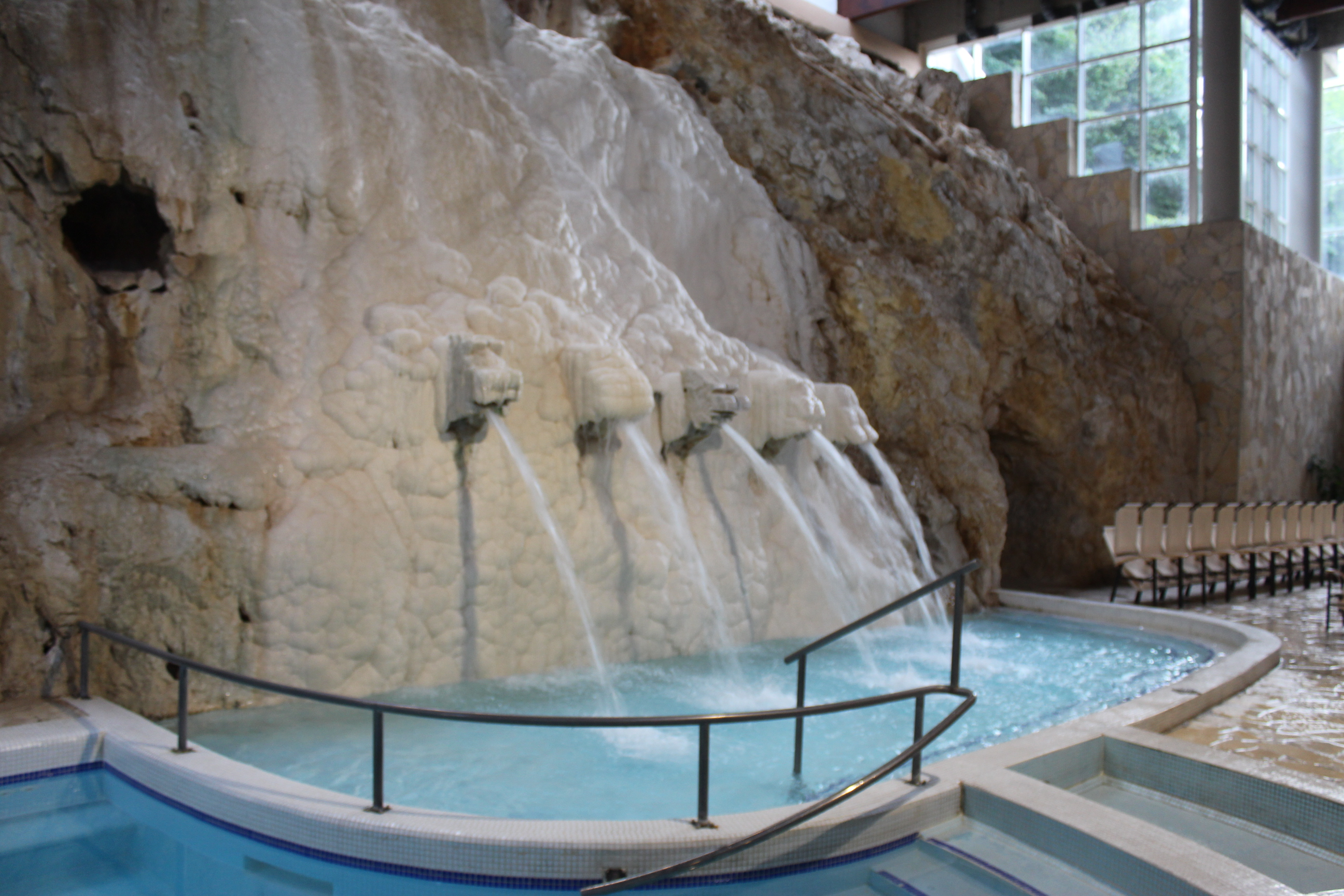
In the cave bath
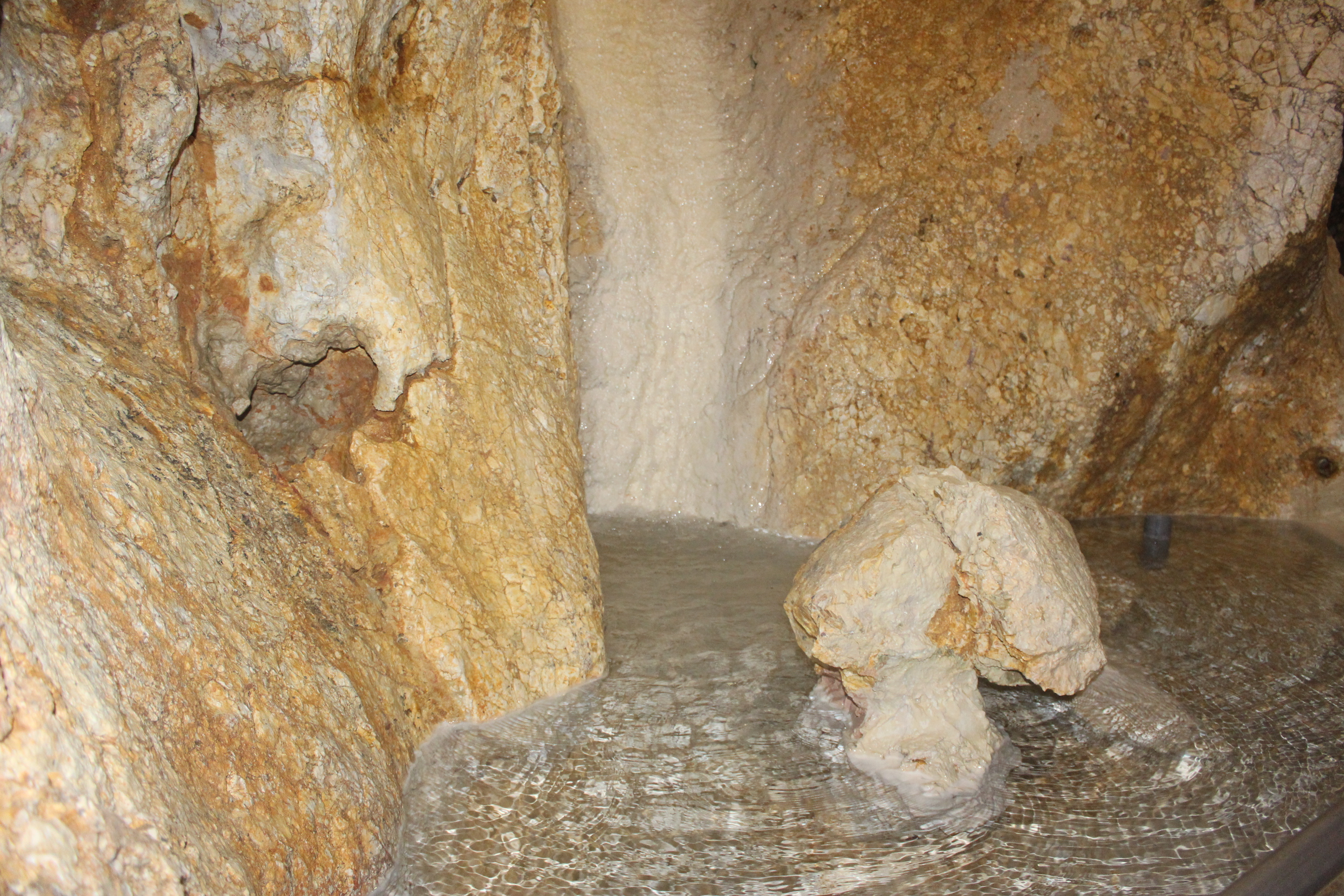
In the cave bath
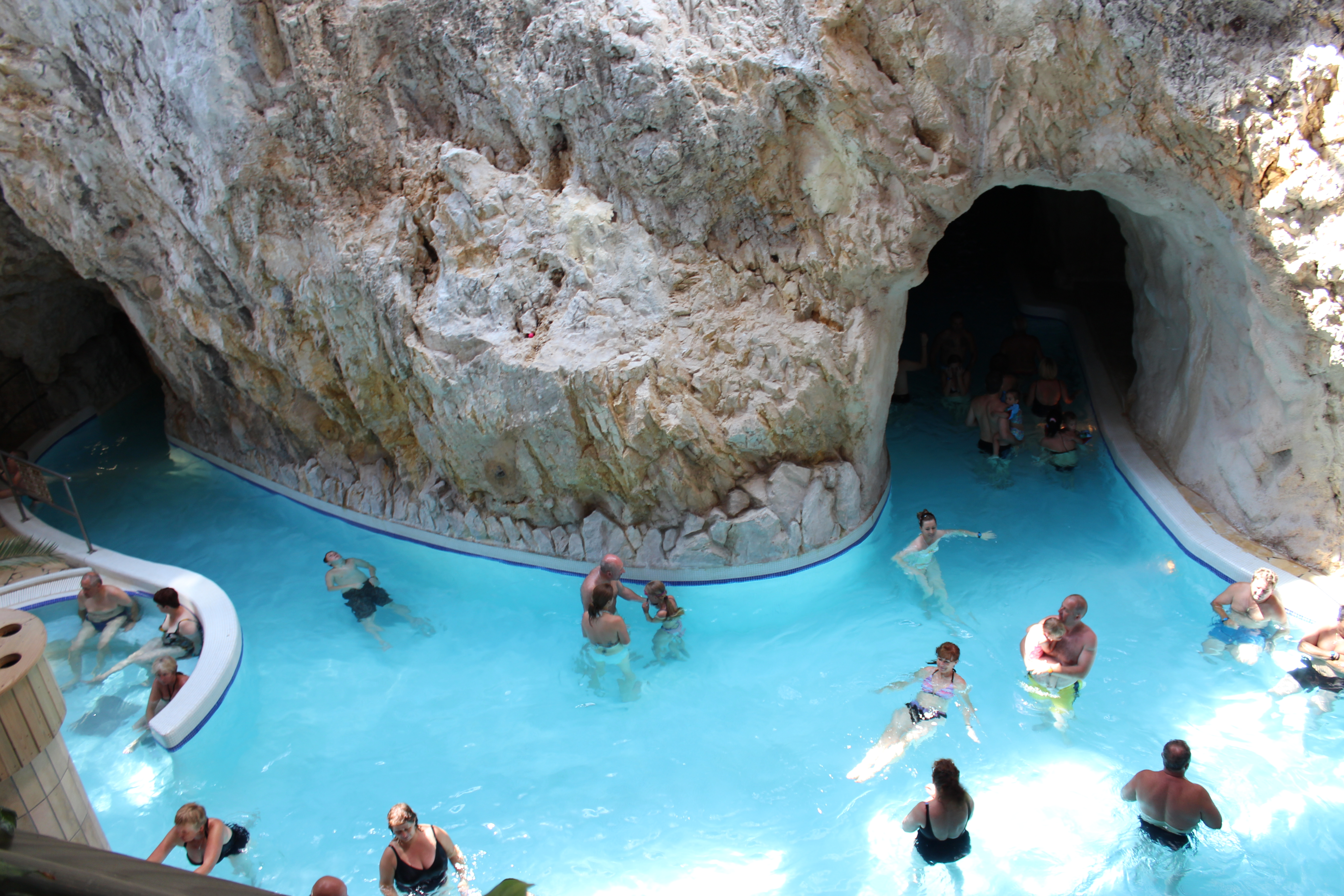
In the cave bath
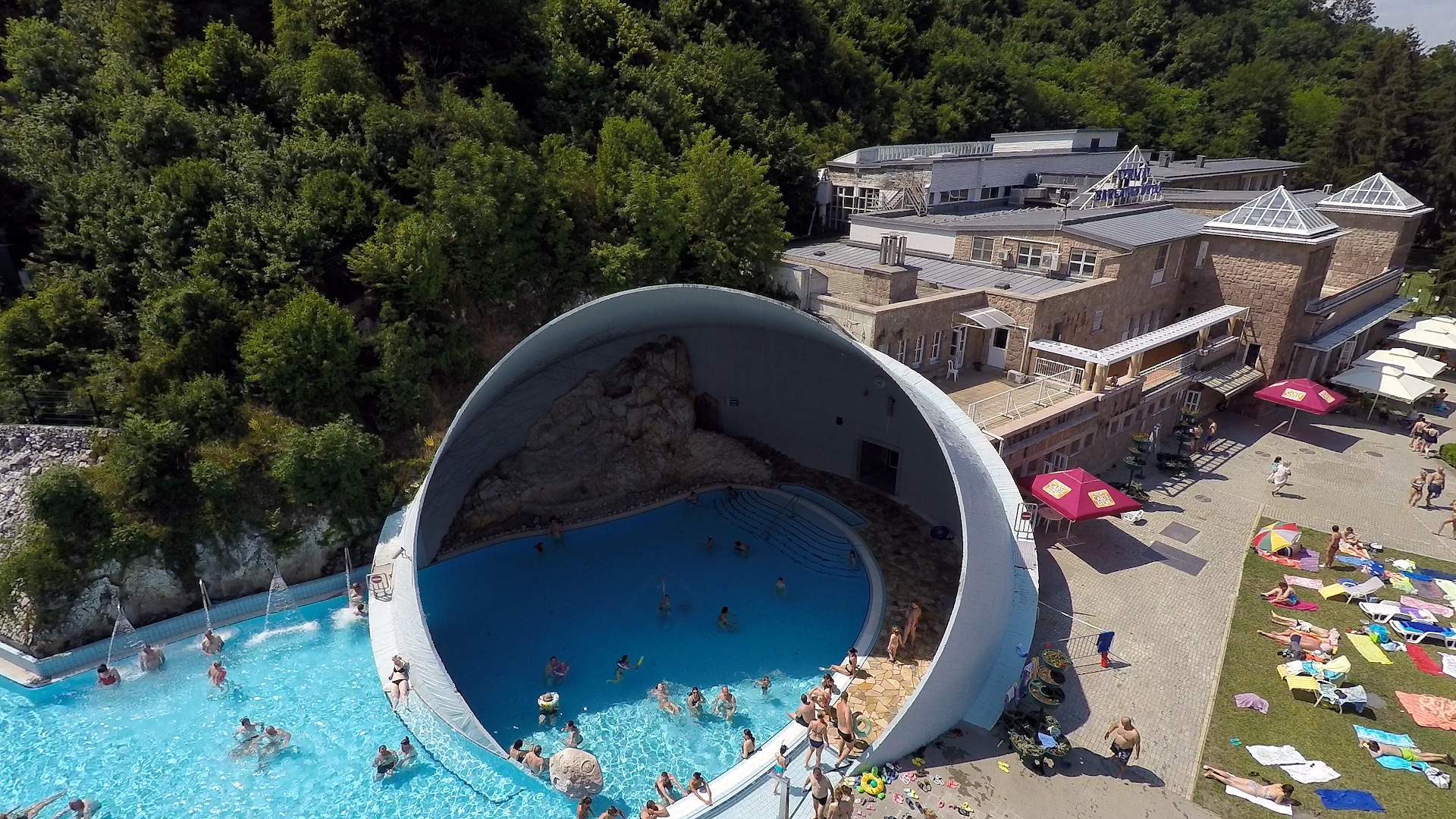
Pool

## روابط خارجية
- Official site (English version) نسخة محفوظة 18 فبراير 2020 على موقع واي باك مشين. (also in Hungarian, German, Polish, Slovakian)
- Short article (Hungarian and German)
- Miskolctapolca's official site (Hungarian only)
- The Cave Bath on the official tourist website of Miskolc باللغة المجرية